# Tijuca atra
Tijuca atra là một loài chim trong họ Cotingidae.